# Senija
Senija község Spanyolországban, Alicante tartományban. Lakosainak száma 696 fő (2024). Senija Benissa, Gata de Gorgos és Llíber községekkel határos.

## Népesség
A település lakosságának változását az alábbi diagram mutatja:
| Lakosok száma | 520  | 566  | 649  | 636  | 661  | 622  | 577  | 584  | 605  | 696  |
|               | 2001 | 2004 | 2006 | 2009 | 2011 | 2014 | 2016 | 2019 | 2021 | 2024 |